# Никто Никому Ничего
«Никто Никому Ничего» — студийный альбом советской и российской постпанк группы «Югендштиль», выпущенный в 1996 году. Альбом был издан в форматах CD и MC.

## Запись
Альбом был записан на протяжении февраля 1996 года в Петербургской Студии Грамзаписи звукорежиссёрами Андреем Алякринским и Александром Докшиным, при содействии Александра Канаева. В альбом вошли как уже известный материал группы, так и новые композиции.

## Критика
Андрей Бурлака в своей статье о группе «Югендштиль» писал об альбоме:

Единственный изданный легально альбом ЮГЕНДШТИЛЯ и сегодня демонстрирует безупречный вкус, фантазию, изобретательность и энергетическую мощь этой блестящей, но недооцененной группы.

## Список композиций
Автором текста всех композиций является Герман Подстаницкий, кроме указанных.
| №   | Название                 | Автор(ы)       | Длительность |
| --- | ------------------------ | -------------- | ------------ |
| 1.  | «Никто Никому Ничего»    |                | 3:30         |
| 2.  | «Страшно»                |                | 3:01         |
| 3.  | «Школьный Вальс»         |                | 4:36         |
| 4.  | «Та, Которая»            |                | 3:24         |
| 5.  | «С Головой Под Одеяло»   |                | 3:55         |
| 6.  | «Птица»                  | Сергей Шувалов | 2:36         |
| 7.  | «Что У Нас С Тобою Было» |                | 3:48         |
| 8.  | «Ты Улыбаешься Так»      | Шувалов        | 3:10         |
| 9.  | «Овчарка»                |                | 3:45         |
| 10. | «Стеклянный Дом»         |                | 3:04         |
| 11. | «Фигуристы»              | Шувалов        | 3:10         |
| 12. | «Музыка Моя»             |                | 2:42         |

## Участники

### Музыканты
- Геpман Подстаницкий — бас, вокал;
- Андрей Градович — гитара;
- Виталий Сокульский — барабаны, перкуссия.

### Техники
- Александр Докшин — запись и сведение;
- Андрей Алякринский — запись и сведение;
- Всеволод Гаккель — координация;
- Нюся — дизайн.